# Burkhard Böttger
Burkhard Böttger (* 30. November 1934 in Berlin; † 28. Oktober 2015 ebenda) war ein deutscher Archäologe.

## Leben
Burkhard Böttger besuchte von 1948 bis 1954 die Landesschule Pforta bei Naumburg. Danach studierte er Klassische Philologie und Klassische Archäologie an der Humboldt-Universität in Berlin.
Seit dem Abschluss seiner Grundstudien und bis 1990 war er Mitarbeiter am Institut für griechisch-römische Altertumskunde der Deutschen Akademie der Wissenschaften bzw. am Zentralinstitut für Alte Geschichte und Archäologie der Akademie der Wissenschaften der DDR. Er beteiligte sich an Grabungen in römischen Kastell in Iatrus-Krivina und in Karasura in Bulgarien und war sechs Jahre lang verantwortlicher Redakteur der Zeitschrift Das Altertum.
1966 promovierte er an der Humboldt-Universität. 1978 wurde er mit einer Arbeit zur Gefäßkeramik aus dem Kastell Jatrus zum Dr. sc. habilitiert.
Ab 1990 bearbeitete er die kaiserzeitlichen Amphoren, dann die kaiserzeitlichen Lampen aus den Grabungen des Deutschen Archäologischen Instituts am Kerameikos in Athen.
Seit 1992 war Böttger Mitarbeiter des Arbeitsbereichs Ur- und Frühgeschichte des Deutschen Archäologischen Instituts in Berlin bzw. von 1995 bis zu seiner Pensionierung 1999 der neu gegründeten Eurasien-Abteilung des Deutschen Archäologischen Instituts und Referent für die deutsch-russischen Grabungen in Tanais am Don.
Böttger publizierte zahlreiche Beiträge zu seinen Grabungen in Bulgarien und Russland sowie zum Fundmaterial und hielt zahlreiche Vorträge auf archäologischen Kongressen. Neben seinen archäologischen Publikationen machte sich Böttger als Fachübersetzer aus dem Russischen und dem Bulgarischen einen Namen. Böttger war korrespondierendes Mitglied des Deutschen Archäologischen Instituts.

## Schriften (Auswahl)
- mit Bernhard Döhle, Klaus Wachtel: Bulgarien, eine Reise zu antiken Kulturstätten. Deutscher Verlag der Wissenschaften, Berlin 1971 (2. erweiterte Auflage Berlin 1977).
- Die Gefäßkeramik aus dem Kastell Jatrus. In: Iatrus-Krivina. Band 2: Ergebnisse der Ausgrabungen 1966–1973 (= Schriften zur Geschichte und Kultur der Antike. Band 17). Akademie-Verlag, Berlin 1982, S. 33–148 Taf. 11–54.
- mit Dmitrij B. Šelov: Dipinti na amforach iz Tanaisa = Amphorendipinti aus Tanais (= Pontus Septentrionalis, Tanais. Band 1). Paleograph, Moskau 1998, ISBN 5-89526-002-0.
- Die kaiserzeitlichen Lampen vom Kerameikos (= Kerameikos. Band 16). Hirmer, München 2002, ISBN 3-7774-8920-4.
- mit Jochen Fornasier (Hrsg.): Das Bosporanische Reich – der Nordosten des Schwarzen Meeres in der Antike. Philipp von Zabern, Mainz 2002, ISBN 3-8053-2895-8.